# Karl 12. af Sverige
Karl 12. (født 17. juni 1682 i Stockholm, død 30. november 1718 i Fredrikshald, Norge) var konge af Sverige fra 1697 til 1718. Han blev født 17. juni 1682. Han var søn af kong Karl 11. af Sverige og Ulrike Eleonore, der var datter af kong Frederik 3. Kong Karl 12. kendes som Krigerkongen i Sverige, og var den sidste konge i Sveriges stormagtstid.
Karl overtog magten over Sverige som femtenårig, efter en formynderregering havde regeret i syv måneder. Halvdelen af sit liv tilbragte han i felten. Han var øverstbefalende for de svenske styrker i krigen mod Danmark-Norge, Sachsen-Polen og Rusland, som indledtes år 1700 og kaldes Den Store Nordiske Krig. Hans taktiske færdigheder bidrog til de svenske styrkers indledende sejre i krigen, og i år 1706 havde han besejret alle sine modstandere, bortset fra Rusland. I det skæbnesvangre nederlag i slaget ved Poltava i 1709 kom han til skade med foden og var derfor ikke i stand til at lede tropperne. I hans sted overtog general Rehnskiöld kommandoen. Indtil da var han kendt for aldrig at have et tabt et slag.
Efter kapitulationen ved Perevolotschna i 1709 flygtede han til Osmannerriget og oprettede en eksilregering. Her opholdt han sig i fem år, inden han vendte tilbage til Sverige. Han blev dræbt den 30. november 1718. Han blev skudt i hovedet i en løbegrav under et angreb på fæstningen Frederiksten sydøst for Oslo. Kongens død standsede det svenske krigstogt i Norge under Store Nordiske Krig. Ti dage senere var svenskerne atter ude af Norge. Umiddelbart efter kongens død begyndte svenskerne fredsforhandlingerne, som gjorde en ende på krigen i 1721. Med nederlaget mistede Sverige sin stormagtsstatus i Nordeuropa.

## Barndom
Karl 12. blev født på slottet Tre Kronor den 17. juni 1682. Hans far Karl XI skrev i sin dagbog:
Den 17 juni, som var om lördagsmorgonen klockan tre fjärdingar på sju, blev min gemål förlossad och födde en son. Gud vare därför innerligen tack och lov, som haver hulpit henne, han hjälpe henne snart till sin förra hälsa igen!
Karl fik en omfattende uddannelse. Blandt hans lærere var fremtrædende akademikere som professoren ved Uppsala universitet Andreas Nicolai Norcopensis (adlet Nordenhielm), kanseliråd Thomas Polus, kammerherren Gustaf Cronhielm, officeren Carl Magnus Stuart og Strängnäs biskop Erik Benzelius den ældre. Karl omtales som et begavet barn og lærte latin, tysk og fransk. Desuden fik han god indsigt i de på denne tid vigtige teologiske spørgsmål. I felten lærte han senere lidt finsk for at kunne kommunikere med sine finske tropper. Han havde en særlig interesse for matematik og den militære undervisning. Efter prinsens mor, dronning Ulrika Eleonora, var afgået ved døden i 1693, tog enkedronningen Hedvig Eleonora hånd om prinsens og hans to søstres opvækst.

## Formynderstyret
Knap femten år gammel blev Karl 12. Sveriges konge efter faderens død den 5. april 1697. Faderen havde udpeget et formynderstyre bestående af enkedronningen (med to stemmer) og de fem kongelige råder, Bengt Gabrielsson Oxenstierna, Kristofer Gyllenstierna, Fabian Wrede den ældre, Nils Gyldenstolpe og Lars Wallenstedt. Samarbejdet i formynderstyret fungerede ikke efter hensigten, og ideen om at overdrage regeringsansvaret til den unge konge opstod hurtigt.
Ved en rigsdagssamling i Stockholm i november 1697 tiltrådte samtlige stænder et forslag om at myndiggøre kongen. Den 13. december aflagde stænderne troskabsed til kongen, og han kronedes dagen efter i Stockholms Storkyrka. Ved ceremonien fremhævedes hans enevældige status, idet han selv satte kronen på sit hoved og ikke indgik en håndfæstning. Selve kroningsceremonien blev foretaget af ærkebiskop Olaus Swebilius.

## Fredsårene
Karl 12. tilltrådte som enevældig monark under vanskelige indre og ydre betingelser. Ligesom sin far var han skeptisk overfor rådgivere og afgjorde de fleste sager alene med rådgivning fra sine fortrolige, Carl Piper i indenrigsspørgsmål og Thomas Polus i udenrigspolitikken. Fra begyndelsen viste kongen, at han ikke tålte nogen indskrænkning i sin suverænitet, og disse tendenser forstærkedes i den senere del af hans regeringstid. Karakteristisk for hans politik var en rettergang mod en af rigets fornemste mænd, Nils Bielke, som blev påbegyndt i 1698.
I øvrigt arbejdede kongen i de første år hårdt på at forbedre de sociale vilkår, som var præget af en årrække med misvækst. Denne indsats og genopbygningen af Stockholms slot efter den store brand den 7. maj 1697 gav staten store udgifter. Ved udbruddet af Den Store Nordiske Krig måtte disse aktiviteter stort set afbrydes.

## Udenrigspolitik
Også i udenrigspolitikken fulgte Karl 12. faderens fodspor. Grundpillerne var en neutral holdning til Vesteuropas store konflikter. Den var funderet på venskabelige forbindelser med England og Nederlandene og så vidt muligt med Frankrig. Hensigten var bl.a. at holde Danmark under skarp overvågning, og svække danskerne gennem alliancer med huset Hannover og med stærk støtte til hertugen af Holstein-Gottorp.
I 1698 fornyede Sverige sine forbund med søfartsmagterne og indgik også aftaler med Danmark og Frankrig. Hermed markerede Karl et ønske om en fredspolitik, men da han var uerfaren i udenrigspolitiske spørgsmål, overlod han det diplomatiske initiativ til sine diplomater i udlandet. De rettede opmærksomheden mod den gamle konflikt mellem Danmark og Holstein-Gottorp, hvilket betød, at Sverige prioriterede støtten til huset Gottorp højt og dermed kom på kollisionskurs med Danmark.
Den 16. april 1700 afrejste Karl 12. fra Stockholm, som han aldrig skulle få se igen. I de følgende år brevvekslede han flittigt med rådet i Stockholm, som han forsøgte at lede på afstand, men hans opmærksomhed var især rettet mod krigsførelsen og udenrigspolitikken.

## Krigsårene
Som 18-årig blev Karl 12. mødt af en militæralliance vendt mod hans udenrigspolitik. Frederik 4. af Danmark-Norge var utilfreds med den støtte, den holsten-gottorpske hertug Frederik fandt hos sin svenske svoger i sine stridighederne med Danmark, zar Peter den Store af Rusland ville erobre de baltiske kystlandene fra Sverige for at føre sit riges grænser ud til havet, og August 2. af Sachsen-Polen ville tilbageerobre det svenskerobrede Livland. De tre fyrster traf i slutningen af 1699 aftaler om et fælles angreb, men August af Sachsen-Polen begyndte dette allerede i foråret 1700 med et indfald i Livland, mens Rusland endnu var optaget af en krig mod tyrkerne. Frederik 4. lod omtrent samtidig sin hær rykke ind i hertugen af Holsten-Gottorps landområde, hvor han erobrede dennes skanser og belejrede hans hovedfæstning Tønningen.

Den svensk-gottorpske alliance formåede at forsvare sig tilpas længe til, at Vilhelm 3. af England kunne nå at sende en flåde til Øresund, hvor den samarbejdede med den svenske flåde. Et skinbombardement, som de forenede flåder udførte mod København i dagene den 20. og 21. juli, udrettede intet, men den afgørende forandring indtraf, da Karl 12. den 4. august landsatte tropper ved Humlebæk nord for København, dækket af den forenede engelsk-hollandsk-svenske flåde. Den danske hær var ikke forberedt på et angreb på hovedstaden, og Frederik 4. blev derfor tvunget til freden i Traventhal den 18. august 1700. Karl 12. var ikke tilfreds med denne fred, men måtte affinde sig med den, da hans stilling på Sjælland var meget udsat, når den engelsk-hollandske flåde forlod området.

### Storhedstiden
Rusland, som var under Peter den Stores herredømme, trådte ind i krigen same dag, som Danmark accepterede fredsbetingelserne. Russerne invaderede de svenske besiddelser Livland og Estland, men selv om den russiske hær var overlegen i antal i størrelsesforholdet 4:1, vandt Karls styrker slaget ved Narva den 20. november. Svenskerne overrumplede den russiske hær, som led et tab på omkring 10.000 mand, hvoraf mange druknede i floden Narva. De svenske tab blev officielt opgjort til 667. I løbet af sommeren 1701 belejrede Karl Riga og i slaget ved floden Düna den 9. juli besejrede han de saksiske tropper her. August 2. af Polen måtte efter flere nederlag abdicere i 1704 og overgive magten til Stanislaw Leszczynski, der stod i spidsen for en gruppe svenskvenlige adelsmænd, der ønskede at slutte fred med Karl 12.
I året 1706 marcherede svenske tropper ind i Sachsen østfra. En sachsisk-russisk hær angreb svenskerne i Fraustadt, men blev besjeret. Ved Altranstädt, som satte punktum for dette felttog, fremstod Karl 12. på toppen af sin militære karriere. Det er almindeligt anerkendt blandt historikere, at Karl udover sim militære dygtighed var god til at manøvrere i det magtpolitiske konfliktrum, som opstod i Vesteuropa under den spanske arvefølgekrig. Herefter sendte han en af sine betroede mænd, Arvid Horn, hjem for at indtræde i rådet med henblik på at styrke regeringen. Magnus Stenbock blev indsat som guvernør i Skåne for at imødegå de formodede danske planer om at tilbageerobre dette område.
Årsagen til disse skridt blev snart klar. Kar1 den 12. ville gå i direkte konfrontation mod den russiske zar. Med alle disponible tropper planlagde han at rette et afgørende slag mod Moskva. I juni 1708 lod han general Ernst Detlof von Krassow stå tilbage med 8.000 mand i Polen, med den opgave fuldstændig at konsolidere Stanisławs regeringsmagt. Selv drog Karl med 34.000 mand mod zarens tropper. Hans hensigt var at slutte sig til kosakhøvdingen Ivan Mazepa i Ukraine, hvor han ville opslå vinterlejr. Derefter ville han det følgende forår sammen med denne rykke frem mod Moskva for at tvinge den russiske hær til et afgørende slag. Planen mislykkedes på grund af flere uforudsete omstændigheder. Oprøret mislykkedes, og Mazepa måtte flygte og søge ly hos de svenske tropper. Generalguvernøren i Riga, Adam Ludwig Lewenhaupt, som skulle komme til lejren med forstærkninger, led store tab undervejs . Yderligere var vinteren 1708/1709 bidende kold, og den svenske hær overvintrede under strenge forhold. Da det afgørende slag blev udkæmpet 28. juni 1709 ved Poltava var der kun ca. 18 000 svenskere mod 50.000 russere. Karl blev såret og måtte overlade ledelsen af slaget til sine generaler, og det endte med et svensk nederlag. Store dele af hæren faldt i russisk fangenskab. Det lykkedes imidlertid for Karl at flygte med et lille følge til den osmanniske by Bender i Bessarabien (nu Transnistrien). Han opholdt sig her i en form for husarrest, til han vendte tilbage til Sverige i 1714.

## De sidste år
Svenskernes nederlag fik Frederik 4. og August af Sachsen til at gribe til våben endnu engang. Danskerne begyndte krigen i Skåne, i tillid til, at befolkningen stadig følte sig dansk. De danske troppers fremmarch var langsom, og den svenske feltherre Magnus Stenbock fik tid til at samle en hær, som var den danske overlegen, og med den sejrede han i slaget ved Helsingborg den 28. februar 1710. Dette blev den sidste store kamp mellem danskere og svenskere i Skåne.
Det følgende år erobrede de danske styrker Bremen og indtog fæstningen Stade, mens zar Peter erobrede bl.a. Estland og Livland og indtog Vyborg i Finland. Samtidig genvandt kong August Polens krone. En russisk-sachsisk hær tvang Stenbock til at søge til Holsten, efter at han i januar 1713 havde afbrændt Altona. Han kom til fæstningen Tønningen, men måtte den 16. maj 1713 overgive sig med 11.000 mand. I februar det følgende år blev fæstningen erobret af danskerne.
På denne baggrund indså Karl 12. nødvendigheden af at vende tilbage til Sverige. Han forlod Tyrkiet under dække af en forklædning, red 2.150 km på 16 dage og nåede natten mellem den 22. og 23. november Stralsund, som var belejret af hans fjender.
Den 25. april 1715 overgav den svenske admiral Wachtmeister sig med sine skibe til Peter Wessel. Senere på sommeren tvang den dansk-norske hovedflåde under admiral Raben den svenske flåde under admiral Sparre til at rømme farvandene ved Pommern og sejle til Karlskrona. Dermed var Stralsund sårbar for angreb, og for ikke at blive fanget forlod Karl 12. i december 1715 fæstningen, slap i en båd forbi de danske krydsere og nåede den skånske kyst 15 år efter, at han senest havde betrådt svensk grund.
Karl 12.'s hjemkomst vakte stor glæde blandt de fleste i Sverige, som håbede på fred. Karl 12. ønskede imidlertid ikke fred, medmindre denne kunne bevare Sveriges status som stormagt. Dette krævede, at han genvandt nogle af de tabte landområder, især Finland, som var besat af russiske tropper. Han oprettede sit hovekvarter i Lund, fordi planen var først at gå over Øresunds is til Sjælland i vinteren 1715-1716. I januar 1716 havde han samlet sine tropper til angrebet, men da et tøvejr forhindrede gennemførelsen af dette, angreb han i stedet Norge, hvor han trængte sig frem til Oslo. Modstanden her tvang ham dog til at trække hæren tilbage til grænsebyen Fredrikshald med fæstningen Fredriksten, som han belejrede. Zar Peter den Store havde i mellemtiden samlet en hær på 40.000 mand og ført den til Skåne. Den skulle efter planen have støtte fra en dansk hær, men en uoverensstemmelse mellem zaren og Frederik 4. betød, at der ikke blev nogen konfrontation mellem russere og svenskere. Zar Peter havde stor respekt for den svenske hær, og uden støtte fra Danmark turde han ikke angribe. Georg Heinrich von Görtz, som Karl kort forinden havde udnævnt som sin personlige rådgiver, lykkedes på denne baggrund med at slutte separatfred. Rusland skulle beholde Ingermanland med Sankt Petersborg, men de skulle som modydelse hjælpe Sverige med at erobre Norge fra Danmark.

### Angrebet på Norge
Da Tordenskjold den 8. juli 1716 angreb med en dansk-norsk eskadre og ødelagde den svenske transportflåde i Dynekilen, måtte Karl opgive sit angreb på Fredriksten. Han trak sig tilbage, reorganiserede hæren og forsøgte at sikre sig indenrigspolitisk med reformer, der skulle afhjælpe den sultende del af befolkningen. I foråret 1718 begav han sig med en hær på 36.000 mand mod det sydlige Norge, mens en mindre styrke på 7.500 mand skulle angribe Trondhjem. I begyndelsen gik det planmæssigt for svenskerne, der kun mødte ringe modstand før de vendte tilbage til Fredriksten. Det blev knudepunktet for svenskerne, som belejrede fæstningen og langsomt kæmpede sig frem mod murene. Om natten gravede de skyttegrave med det formål at komme nærmere på fjenden. De blev dog beskudt også efter mørkets frembrud, og det anslås, at der døde mellem 10 og 20 soldater hver nat.

## Kongens død
Om aftenen den 30. november 1718 var Karl 12. ude for at inspicere slagets gang. Mellem kl. 8 og kl. 9, mens han befandt sig i en af de gamle svenske skyttegrave, blev han ramt i tindingen af en kugle, som førte til øjeblikkelig død. Hans lig blev ført til Tistedalen og videre hjem over Svinesund til Sverige af de svenske tropper. 13. december ankom kongens lig til Uddevalla, og den 25. december blev det balsameret. Samme dag blev hans lillesøster, Ulrika Eleonora, kronet til dronning af Sverige. Den 2. januar 1719 blev Karl 12. ført videre til Stockholm, hvor han blev begravet i Riddarholmskyrkan den 26. februar 1719. Der er stor tvivl om, hvem der dræbte den svenske konge. Nogle historikere mener, at det var en soldat fra de norske styrker, mens andre mener, at det var en svensk soldat, som affyrede det dræbende skud. En 3. mulighed er, at morderen var den franskfødte officer André Sicre, som antagelig handlede på vegne af Frederik af Hessen, kongens svoger. Kongens død standsede det svenske krigstogt i Norge under Store Nordiske Krig. Ti dage senere måtte svenskerne trække sig ud af Norge.
Efter kongens død var den krigerske ånd borte fra Sverige. Krigen gik ind i sin afsluttende fase, og Sverige begyndte fredsforhandlingerne. Med Danmark-Norge sluttedes freden i Frederiksborg den 3. juli 1720,
og Den Store Nordiske Krig afsluttedes efter lange forhandlinger med freden i Nystad i 1721.
I 2002 gennemførtes DNA-undersøgelser af blodsporene på den berømte "kulknap" ved Uppsala universitet med under Marie Allens ledelse. De matchede Karl 12.s DNA, men var for sparsomme til, at der kunne drages sikre konklusioner.

## Eftermæle
Karl 12.'s død markerede afslutningen på enevælden i Sverige og et skifte, hvor Rigsdagen overtog magten. Alligevel anså svenske historikere ham i tiden efter hans død generelt som en stor feltherre, ligesom Voltaire skrev en positiv biografi over hans virke i 1731. Med den demokratiske bevægelses fremkomst kom der flere kritiske analyser af Karls ensidige satsen på krigsførelse, indtil der omkring Første verdenskrigs udbrud opstod en renæssance for hyldest til hans indsats. Således skabte historikeren Arthur Stille et portræt af Karl 12.'s betydning for Sveriges udvikling som europæisk stormagt gennem konfrontationerne med Danmark. Han så Karls indsats som en naturlig følge af den danske aggression mod Sverige, som havde været den traditionelle udfordring for svensk udenrigspolitik. Den 30. nov. 1918, 200-årsdagen for Karl 12.'s, død blev fejret som national mindedag i Sverige, og på universitet i Lund holdt Stille mindetalen for kongen.

## Malerier af Karl XII
- Karl XII. Maler udført af Johan Heinrich Wedekind.
- Karl XII til hest. Kobberstik af Bernard Picart.
- Karl XII i Altranstädt 1706-1707, tegning af Johan David Swartz.
- Ukendt russisk illustration af Karl XII.
- Portræt af Karl XII.
- Karl XII med Georg Heinrich von Görtz.
- Karl XII under landsætningen ved Humlebæk år 1700
- Illustration af Karl XII:s død som findes i forskellige versioner af Voltaires biografi om ham

## Anetavle
| P                            | I                                | II                                                 | III                                                 |
| ---------------------------- | -------------------------------- | -------------------------------------------------- | --------------------------------------------------- |
| Proband: Karl 12. af Sverige | Far: Karl 11. af Sverige         | Farfar: Karl 10. Gustav af Sverige                 | Farfars far: Johan Kasimir af Pfalz-Zweibrücken     |
| Proband: Karl 12. af Sverige | Far: Karl 11. af Sverige         | Farfar: Karl 10. Gustav af Sverige                 | Farfars mor: Katarina af Sverige                    |
| Proband: Karl 12. af Sverige | Far: Karl 11. af Sverige         | Farmor: Hedvig Eleonora af Slesvig-Holsten-Gottorp | Farmors far: Frederik 3. af Slesvig-Holsten-Gottorp |
| Proband: Karl 12. af Sverige | Far: Karl 11. af Sverige         | Farmor: Hedvig Eleonora af Slesvig-Holsten-Gottorp | Farmors mor: Marie Elisabeth af Sachsen             |
| Proband: Karl 12. af Sverige | Mor: Ulrikke Eleonora af Danmark | Morfar: Frederik 3. af Danmark                     | Morfars far: Christian 4. af Danmark                |
| Proband: Karl 12. af Sverige | Mor: Ulrikke Eleonora af Danmark | Morfar: Frederik 3. af Danmark                     | Morfars mor: Anna Cathrine af Brandenburg           |
| Proband: Karl 12. af Sverige | Mor: Ulrikke Eleonora af Danmark | Mormor: Sophie Amalie af Braunschweig-Lüneburg     | Mormors far: Georg af Braunschweig-Lüneburg         |
| Proband: Karl 12. af Sverige | Mor: Ulrikke Eleonora af Danmark | Mormor: Sophie Amalie af Braunschweig-Lüneburg     | Mormors mor: Anna Eleonora af Hessen-Darmstadt      |

### Svensksproget
- Andersson, Ingvar (1950). Sveriges historia (3. uppl. udgave). Stockholm: Natur och kultur.
- Alm, Lars-Göran (2007). Milstolpar. Historia A (1. uppl. udgave). Stockholm: Natur och kultur. ISBN 978-91-27-64117-4.
- Hermansson Adler, Magnus (2007). Historien omkring oss. A (1. uppl. udgave). Stockholm: Liber. ISBN 978-91-47-07928-5.
- Liljegren, Bengt: Karl XII : en biografi, Historiska Media, 2000. ISBN 91-88930-99-8.

### Tysksproget
- Richter, Benjamin (2010). Verbrannte Erde: Peter der Grosse und Karl XII. : die Tragödie des ersten Russlandfeldzuges (tysk). Göttingen: MatrixMedia. ISBN 978-3-932313-37-0.

Romaner
Widding, Lars (1976) Fire bind levendegør tiden under Karl den 12; Heltenes tid, Vredens tid, De fire rytteres tid og Krigens tid ISBN 87-15-00576-3